# François Cloutier
Pour les personnes ayant le même patronyme, voir Cloutier.
François Cloutier (Québec, 4 avril 1922 - Chalivoy-Milon, 23 mars 2016) était un psychiatre et homme politique québécois. Il a été député libéral de Ahuntsic, puis de L'Acadie, de 1970 à 1976. Il fut ministre dans le premier gouvernement de Robert Bourassa.

## Biographie
Né à Québec d'un père agronome, François Cloutier étudie au Collège des Jésuites de Québec avant de compléter des études de médecine à l'Université Laval. Il est reçu médecin en 1948 et séjourne quelques années en France afin de poursuivre des spécialisations en neurologie (1949) et en psychiatrie (1952) à la faculté de médecine de Paris et travaille comme assistant à l'hôpital de la Salpêtrière et à l'hôpital Sainte-Anne.
De retour au Québec, il exerce la psychiatrie à l'Hôpital Saint-Jean-de-Dieu, à l'Institut Albert-Prévost et à l'Hôpital des Anciens combattants de Montréal pendant une dizaine d'années, avant d'occuper le poste de directeur-général de la Fédération mondiale pour la santé mentale à Genève, entre 1962 et 1966.
Élu à titre de député libéral du district électoral de Ahuntsic lors de l'élection générale québécoise de 1970, il devient ministre des Affaires culturelles et ministre de l'Immigration dans le gouvernement de Robert Bourassa de 1970 à 1972. Le 2 février 1972, le premier ministre lui confie le porte-feuille de l'Éducation, qu'il occupera jusqu'en 1975, alors qu'il sera muté au ministère des Affaires intergouvernementales. Il est réélu en 1973 dans la nouvelle circonscription de L'Acadie, mais décide de quitter la vie politique en 1976.
Le premier ministre Bourassa le nomme délégué général du Québec à Paris en octobre 1976, mais il est remplacé à ce poste quelques mois plus tard, après l'arrivée au pouvoir du Parti québécois. Il reste en France et reprend sa carrière de psychiatre et devient chef de service de médecine psychosomatique à l'Institut de psychiatrie La Rochefoucauld à Paris, avant de prendre sa retraite en 1990.
Le fonds d’archives de François Cloutier est conservé au centre d’archives de Québec de la Bibliothèque et Archives nationales du Québec.